# Bretonse lai
Een Bretonse lai, ook bekend als een Breton lai, lai Breton, verhalende lay of kortweg een lay, is een soort romance in de Franse en Engelse middeleeuwse literatuur. Lais zijn korte (600-1000 regels), rijmende verhalen over liefde en ridderlijkheid, waarin vaak bovennatuurlijke motieven voorkomen of motieven uit de Keltische sprookjeswereld. Het woord “lay” is afgeleid van het Keltische woord laid, dat lied betekent.
De lais van Marie de France zijn waarschijnlijk de oudste geschreven Bretonse lais. Er wordt aangenomen dat ze werden samengesteld in de periode 1170-1180. Marie de France was een Franse dichteres die in de late 12e eeuw in Engeland woonde. Dankzij beschrijvingen in haar lais en in verscheidene anonieme Oudfranse lais uit de 13e eeuw heeft men weet van nog oudere lais van Keltische origine. Die lais waren waarschijnlijk lyrischer van stijl en werden gezongen door Bretonse minstrelen. Er wordt verondersteld dat deze Bretonse “lyrische lais”, waarvan er geen enkele is overgeleverd, werden ingeleid door een verhalende samenvatting om het lied in scène te zetten. Die samenvattingen vormden de basis voor de verhalende lais.
De oudste Bretonse lais werden geschreven in een verscheidenheid aan Oudfranse dialecten. Van zowat een half dozijn lais staat bekend dat ze in de 13e en 14e eeuw in Middelengels werden geschreven door Engelse auteurs.

## Oudfranse lais
- De lais van Marie de France – twaalf canonieke lais waarvan algemeen wordt aangenomen dat ze van Marie de France zijn.
- De zogenaamde Anonieme lais – elf lais waarvan het auteurschap betwist wordt. Hoewel deze lais nu en dan in middeleeuwse manuscripten tussen de lais van Marie staan, zijn wetenschappers het er niet over eens of ze ook werkelijk door Marie werden geschreven.
- ”Lay of the Beach” (Strandar ljóõ), een van de ongeveer twintig Oudfranse lais die in de 13e eeuw werden vertaald in Oudnoors proza.

## Middelengelse lais
- ’Sir Orfeo’, ‘Sir Degaré’, ‘Sir Gowther’, ‘Emaré’ en ‘The Erle of Toulouse’, alle door anonieme auteurs
- 'Lay le Freine', een vertaling van 'Le Fresne' van Marie de France
- 'The Franklin's Tale' uit The Canterbury Tales door Geoffrey Chaucer. ('The Wife of Bath's Tale' wordt soms een Bretonse lai genoemd, maar bevat in feite geen enkele van de algemeen aanvaarde kenmerken van het genre.)
- 'Sir Launfal', door Thomas Chestre (een herwerking van een vroegere Middelengelse lai, 'Landavale', die op zijn beurt een vertaling was van Marie de France' 'Lanval')